# Fatima Zohra Cherif
Fatima Zohra Cherif, née le 8 novembre 1986, est une joueuse algérienne de volley-ball.

## Club
club actuel :  WA Tlemcen
- dispensé 1er regroupement de l’année 2011 de l'Équipe d'Algérie féminine de volley-ball[1]